# Coel Hellier
Coel Hellier és un astrofísic britànic, professor de física i astrofísica de la Universitat Keele (Staffordshire, Regne Unit), especialitzat en la identificació i caracterització de planetes extrasolars, dels quals n'ha descobert 21.
Hellier es graduà en física a la Universitat d'Oxford i es doctorà el 1989 al Laboratori de Ciències de l'Espai Mullard del University College de Londres, especialitzant-se en la comprensió de la interacció entre estrelles de sistemes binaris. Després obtingué una beca Hubble a la Universitat de Texas a Austin i, finalment, aconseguí una càtedra d'astrofísica a la Universitat Keele.
És el cap del grup de la Universitat de Keele al projecte WASP (Wide Angle Search for Planets), la recerca de planetes al voltant d'altres estrelles mitjançant el mètode de trànsit. Treballa amb les dades recollides a l'observatori WASP-Sud, que controla centenars de milers d'estrelles a la recerca de petites caigudes en les seves corbes de llum quan un planeta passa davant de la seva estrella. Els exoplanetes que ha descobert, com a primer autor de l'article, són: WASP-7 b, WASP-18 b, WASP-29 b, WASP-43 b, WASP-67 b, WASP-47 b, WASP-66 b, WASP-55 b, WASP-61 b, WASP-63 b, WASP-62 b, WASP-100 b, WASP-98 b, WASP-101 b, WASP-99 b, WASP-96 b, WASP-95 b, WASP-97 b, WASP-74 b, WASP-89 b i WASP-83 b.
Hellier és autor del llibre Cataclysmic Variable Stars (Springer-Verlag UK, 2001).